# Eric Henrik Berglund
Eric Henrik Berglund, född 17 januari 1792 i Vadstena församling, Östergötlands län, död 1848 i Ingatorps församling, Jönköpings län, var en svensk präst i Malexanders församling.

## Biografi
Eric Henrik Berglund föddes 17 januari 1792 i Vadstena församling. Han var son till glasmästaren Michael Berglund och Anna Catharina Hult. Berglund blev 1809 student vid Uppsala universitet och 1814 vid Lunds universitet. Han prästvigdes 1815 och blev pastorsadjunkt i Konungsunds församling. Berglund var 1818 V. C. i Häradshammars församling och senare samma år åter pastorsadjunkt i Konungsund. Sistnämnda år blev han även vikarierande pastor i Marbäcks församling och 1820 i Säby församling. År 1822 blev Berglund pastorsadjunkt i Säby församling och samma år vikarierande pastors i Å församling. Berglund blev 1823 pastorsadjunkt i Å församling och senare samma år i Skärkinds församling. År 1834 blev han vikarierande pastor i församlingen. Berglund blev 1840 kyrkoherde i Malexanders församling och från 1846 kyrkoherde i Ingatorps församling. Han avled 1848 i Ingatorps församling.